# 绍卡尔斯基山脉
绍卡尔斯基山脉（俄语：Хребет Шокальского）是得抚岛的山脉，属萨哈林州库里尔斯克区，最高点海拔1,131米。该山脉分为两部分，一部分长8公里，一部分长11公里。它以苏联将军和学者尤里·米哈伊洛维奇·绍卡利斯基命名。